# Schwanner János
Schwanner János, Juan Schwanner (Szombathely, 1921. február 5. – Auckland, Új-Zéland, 2015. május 8.) magyar és chilei labdarúgó, edző. Unokaöccse Dluhopolszky László karikaturista.

## Pályafutása

### Játékosként
Az Elektromos és a Postás csapataiban szerepelt mielőtt elhagyta Magyarországot. A brazil Flamengo csapatában négy idényen át játszott és tagja volt az 1953–54-es bajnokcsapatnak. Ezt követően a chilei Audax Italiano és Colo-Colo labdarúgója volt. Chilében megkapta az állampolgárságot és Juan Schwanner lett a hivatalos neve. Utolsó klubja az argentin Ferrocaril volt.

### Edzőként
Az 1962–63-as idényben az osztrák Grazer AK csapatánál kezdte az edzői pályafutását. Idény közben, tavasszal leváltották. A következő idényben a belga FC Bruges vezetőedzője volt, de nem az elvárt eredménnyel szerepelt a csapat és még az őszi idény során Henri Dekens váltotta a kispadon őt. 1967 májusában lett az új-zélandi válogatott szövetségi kapitánya. 1968-ig tíz hivatalos mérkőzésen irányította a csapatot. A mérleg öt-öt győzelem és vereség. 1970 januárjában a svájci FC Luzern vezetőedzője lett Ernst Wechselbergert váltva, de ez év októberében őt is menesztették. Ezt követően, novembertől már az FC Zürich szakmai munkáját irányította az idény végéig. 1972 és 1974 áprilisa között az ausztrál Melbourne Hakoah csapatánál tevékenykedett. 1984-ben az új-zélandi Blockhouse Bay csapatánál dolgozott vezetőedzőként.

## Sikerei, díjai
Flamengo
- Brazil bajnokság
  - bajnok: 1953–54